# Сюзанна Іннес-Стубб
Сюзанна Елізабет Іннес-Стубб (уроджена Іннес, 25 січня 1970) — англо-фінська юристка. Її чоловік — президент республіки Александр Стубб.
З 2017 по 2024 рік Іннес-Стубб працювала керівником відділу глобального комплаєнсу з питань етики в компанії Kone, яка займається виробництвом ліфтів. Вона має подвійне громадянство Великої Британії та Фінляндії. Іннес-Стубб володіє англійською, французькою, німецькою, фінською та шведською мовами.

## Життя і кар'єра
Сюзанна Іннес родом із Соліхалл у Центральній Англії. Батько Іннес-Стубб має шотландське походження. Її мати родом з Ессекса, де брати Іннес-Стубб керують сімейною фермою поблизу аеропорту Станстед. Її батьки працювали вчителями.
Іннес вивчала французьку, німецьку мови та право в Університеті Суррея з 1988 по 1992 рік. Вона закінчила Європейський коледж у Брюгге, Бельгія, у 1995 році, здобувши ступінь магістра права (LL.M.) з європейського права.
Проживаючи в Брюсселі, Іннес-Стубб працювала юристом у міжнародній юридичній фірмі White & Case з 1999 року. Переїхавши до Гельсінкі у 2009 році, вона далі працювала в гельсінському офісі тієї ж юридичної фірми до 2014 року.
У 2014 році Іннес-Стубб почала працювати в Sanoma Communications Group юристом з питань конкуренції. У серпні 2017 року вона перейшла у ліфтову компанію Kone, де працює керівником відділу глобального комплаєнсу, відповідаючи за етичний кодекс компанії по всьому світу.
У березні 2024 року Школа економіки Університету Аалто призначила Іннес-Стубб своїм провідним експертом із корпоративного права після того, як вона звільнилася з посади в Kone. Вона почне працювати за сумісництвом з 1 вересня 2024 року і, крім іншого, викладатиме факультативні курси з корпоративного права на рівні магістратури.

## Родина
Іннес познайомилася з Александром Стуббом у Коледжі Європи в Брюгге в 1994 році, коли Іннес вивчала європейське право, а Стубб здобував ступінь магістра у справах ЄС. Пара заручилася в 1997 році й одружилася в 1998 році. У пари двоє дорослих дітей, Емілія (2001 р.н.) та Олівер (2004 р.н.).
Іннес-Стубб та її сім'я живуть у Вестенді, Еспоо.